# 日本顎関節学会
一般社団法人日本顎関節学会（にほんがくかんせつがっかい、Japanese Society for Temporomandibular Joint;JSTMJ）とは、顎関節を中心とした学問を取り扱う専門学術団体の一つである。日本歯科医学会の専門分科会。

## 概要
1980年に顎関節研究会として設立、1988年に日本顎関節学会となる。2019年9月30日現在会員数2,186名。

## 学会誌
- 『日本顎関節学会雑誌』年3回発刊 ISSN 0915-3004 OCLC 173342943

## 専門認定
- 歯科医師
  - 日本顎関節学会専門医
  - 日本顎関節学会指導医

## 学会賞
- 日本顎関節学会学会賞学術奨励賞
- 日本顎関節学会学会賞学会特別賞
- 日本顎関節学会学術大会ポスター発表優秀賞

## 大会等
| 年     | 月日            | 名称                                                           | 会長       | 会場                                     | テーマ                                                                               | 参加者数 | 備考                                                                       |
| ------ | --------------- | -------------------------------------------------------------- | ---------- | ---------------------------------------- | ------------------------------------------------------------------------------------ | -------- | -------------------------------------------------------------------------- |
| 1980年 | 6月14日         | 第1回日本顎関節研究会                                          | 岡達       | 愛知県貿易会館                           |                                                                                      |          | [ 3 ]                                                                      |
| 1981年 | 7月11日         | 第2回日本顎関節研究会                                          | 高須淳     | 御堂会館                                 |                                                                                      |          | [ 3 ]                                                                      |
| 1982年 | 7月10日         | 第3回日本顎関節研究会                                          | 高橋庄二郎 | 日経ホール                               |                                                                                      |          | [ 3 ]                                                                      |
| 1983年 | 7月9日          | 第4回日本顎関節研究会                                          | 岡増一郎   | 福岡電気ホール                           |                                                                                      |          | [ 3 ]                                                                      |
| 1984年 | 7月14日         | 第5回日本顎関節研究会                                          | 小野尊睦   | 京都産業会館                             |                                                                                      |          | [ 3 ]                                                                      |
| 1985年 | 7月6日          | 第6回日本顎関節研究会                                          | 塩田重利   | 日経ホール                               |                                                                                      |          | [ 3 ]                                                                      |
| 1986年 | 7月4日～5日     | 第7回日本顎関節研究会                                          | 渕端孟     | 御堂会館                                 |                                                                                      |          | [ 3 ]                                                                      |
| 1987年 | 7月4日          | 第8回日本顎関節研究会                                          | 石岡靖     | 新潟県民会館                             |                                                                                      |          | [ 3 ]                                                                      |
| 1988年 | 7月1日～2日     | 第1回日本顎関節学会総会・学術大会                              | 金田敏郎   | 名古屋市公会堂                           |                                                                                      |          | [ 3 ]                                                                      |
| 1989年 | 7月8日～9日     | 第2回日本顎関節学会総会・学術大会                              | 高田和彰   | 広島厚生年金会館                         |                                                                                      |          | [ 3 ]                                                                      |
| 1990年 | 7月19日～20日   | 第3回日本顎関節学会総会・学術大会                              | 西連寺永康 | 九段会館                                 |                                                                                      |          | [ 3 ]                                                                      |
| 1991年 | 7月11日～12日   | 第4回日本顎関節学会総会・学術大会                              | 平沼謙二   | 愛知厚生年金会館                         |                                                                                      |          | [ 3 ]                                                                      |
| 1992年 | 7月2日～3日     | 第5回日本顎関節学会総会・学術大会                              | 大西正俊   | 山梨県立県民文化ホール                   |                                                                                      |          | [ 3 ]                                                                      |
| 1993年 | 7月2日～3日     | 第6回日本顎関節学会総会・学術大会                              | 山下敦     | 倉敷市民会館                             |                                                                                      |          | [ 3 ]                                                                      |
| 1994年 | 7月7日～8日     | 第7回日本顎関節学会総会・学術大会                              | 小林茂夫   | 長野県松本文化会館                       |                                                                                      |          | [ 3 ]                                                                      |
| 1995年 | 7月13日～14日   | 第8回日本顎関節学会総会・学術大会                              | 石橋克禮   | 横浜市市民文化会館                       |                                                                                      |          | [ 3 ]                                                                      |
| 1996年 | 7月11日～12日   | 第9回日本顎関節学会総会・学術大会                              | 小林義典   | 品川区立総合区民会館                     |                                                                                      |          | [ 3 ]                                                                      |
| 1997年 | 7月31日～8月1日 | 第10回日本顎関節学会総会・学術大会                             | 中村進治   | 札幌教育文化会館                         |                                                                                      |          | [ 3 ]                                                                      |
| 1998年 | 7月23日～24日   | 第11回日本顎関節学会総会・学術大会                             | 藍稔       | 東京国際展示場                           |                                                                                      |          | [ 3 ]                                                                      |
| 1999年 | 6月22日～23日   | 第12回日本顎関節学会総会・学術大会                             | 飯塚忠彦   | 国立京都国際会館                         |                                                                                      |          | [ 3 ]                                                                      |
| 2000年 | 6月29日～30日   | 第13回日本顎関節学会総会・学術大会                             | 神田重信   | アクロス福岡                             |                                                                                      |          | [ 3 ]                                                                      |
| 2001年 | 7月26日～27日   | 第14回日本顎関節学会総会・学術大会                             | 井上宏     | ポートピアホテル                         |                                                                                      |          | [ 4 ]                                                                      |
| 2002年 | 6月27日～28日   | 第15回日本顎関節学会総会・学術大会                             | 天笠光雄   | 日本都市センター                         |                                                                                      |          | [ 5 ]                                                                      |
| 2003年 | 7月10日～11日   | 第16回日本顎関節学会総会・学術大会                             | 伊藤学而   | 鹿児島市民文化ホール                     |                                                                                      |          | [ 6 ]                                                                      |
| 2004年 | 7月4日～5日     | 第17回日本顎関節学会総会・学術大会                             | 河野正司   | 朱鷺メッセ                               | 顎関節治療の最前線                                                                   |          | [ 7 ]                                                                      |
| 2005年 | 7月29日～31日   | 第18回日本顎関節学会総会・学術大会                             | 吉村安郎   | 島根県立産業交流会館                     |                                                                                      |          | [ 8 ]                                                                      |
| 2006年 | 7月19日～21日   | 第1回国際顎関節学会ならびに 第19回日本顎関節学会総会・学術大会 | 亀山洋一郎 | 名古屋国際会議場                         |                                                                                      |          | [ 9 ]                                                                      |
| 2007年 | 7月13日～15日   | 第20回日本顎関節学会総会・学術大会                             | 渡邉誠     | 仙台国際センター                         |                                                                                      |          | [ 10 ]                                                                     |
| 2008年 | 7月26日～27日   | 第21回有限責任中間法人日本顎関節学会総会・学術大会             | 覚道健治   | リーガロイヤルホテル                     | 新たな歩み：顎関節の治療と科学 New Steps Toward Art and Science in TMJ               |          | [ 11 ]                                                                     |
| 2009年 | 7月25日～26日   | 第22回一般社団法人日本顎関節学会総会・学術大会                 | 福島俊士   | タワーホール船堀                         | 科学的な根拠に基づく顎関節症の治療と教育プログラム                                   |          | 第14回日本口腔顔面痛学会総会・学術大会共同開催                             |
| 2010年 | 7月24日～25日   | 第23回一般社団法人日本顎関節学会総会・学術大会                 | 杉﨑正志   | タワーホール船堀                         | 温故旧守・格知日新                                                                   |          | [ 13 ]                                                                     |
| 2011年 | 7月23日～24日   | 第24回一般社団法人日本顎関節学会総会・学術大会                 | 丹根一夫   | 広島県民文化センター                     | 顎関節症の診断・治療のパラダイムシフト Paradigm shift of TMD diagnosis and treatment |          | 第2回アジア顎関節学会大会併催                                              |
| 2012年 | 7月14日～15日   | 第25回一般社団法人日本顎関節学会総会・学術大会                 | 柴田考典   | シャトレーゼ・ガトーキングダム・サッポロ | 鑑別診断を極める                                                                     |          | [ 17 ]                                                                     |
| 2013年 | 7月20日～21日   | 第26回一般社団法人日本顎関節学会総会・学術大会                 | 木野孔司   | 学術総合センター 一橋記念講堂            | これからの顎関節症治療を考える                                                       |          | [ 3 ]                                                                      |
| 2014年 | 7月19日～20日   | 第27回一般社団法人日本顎関節学会総会・学術大会                 | 古谷野潔   | 九州大学医学部百年講堂                   | 世界の潮流から考える顎関節症治療の将来展望                                           |          | [ 3 ]                                                                      |
| 2015年 | 7月4日～5日     | 第28回一般社団法人日本顎関節学会総会・学術大会                 | 栗田賢一   | 名古屋国際会議場                         | 現代社会から求められる顎関節疾患・口腔顔面痛への対応                                 |          | [ 3 ]                                                                      |
| 2016年 | 7月17日～18日   | 第29回一般社団法人日本顎関節学会総会・学術大会                 | 久保田英朗 | 箱根・湯本富士屋ホテル                   | 日本の顎関節症治療を変える－臨床研究と科学の調和をめざして－                         |          | [ 3 ]                                                                      |
| 2017年 | 7月29日～30日   | 第30回一般社団法人日本顎関節学会総会・学術大会                 | 小林馨     | ワークピア横浜                           | 西洋歯科医学発祥の地・横浜から～みんなの幸せ健康なあごを求めて～                     |          | 第22回日本口腔顔面痛学会学術大会と併催                                     |
| 2018年 | 7月7日～8日     | 第31回一般社団法人日本顎関節学会総会・学術大会                 | 鱒見進一   | 北九州国際会議場                         | 痛みを究める 侵害受容性疼痛・神経障害性疼痛・心因性疼痛                              |          | 第23回日本口腔顔面痛学会学術大会及び日本歯科心身医学会総会・学術大会と併催 |
| 2019年 | 7月27日～28日   | 第32回一般社団法人日本顎関節学会総会・学術大会                 | 近藤壽郎   | 学術総合センター 一橋記念講堂            | 回顧と前進                                                                           |          | [ 3 ]                                                                      |

## 加盟団体
- 日本歯科医学会
- 日本歯学系学会協議会
- 歯学系学会社会保険委員会連合